# Tyrrell 005
A Tyrrell 005 egy Formula–1-es versenyautó, amellyel a Tyrrell csapat versenyzett, elsőként az 1972-es Formula–1 világbajnokság során, majd az 1973-as idényben, és részben 1974-ben is. Az autót 1972-ben Jackie Stewart vezette, 1973-ban pedig mellette François Cevert és két futam erejéig Chris Amon is. Stewart 1973-ban megszerezte az egyéni világbajnoki címet. 1974-benPatrick Depailler volt a pilótája.
Csak egyetlen példány épült belőle, viszonylag rövid tengelytávolsága Stewart vezetési stílusát szem előtt tartva készült.

## Áttekintés
Első versenyén, az 1972-es osztrák nagydíjon Stewart hetedik lett. Olaszországban egy kuplungmeghibásodás miatt kiesett, és emiatt végül a világbajnoki küzdelemből is kiszállt. Ennek ellenére a kanadai és az amerikai nagydíjat még megnyerte.
1973-ban az első két versenyen szontén ő vezethette, és két dobogós helyet szerzett vele. Cevert a dél-afrikai nagydíjon is használta, de nem rangsorolták. Kanadában Chris Amon is rajthoz állt vele, egy tizedik helyet szerzett. A tervek szerint a szezonzáró amerikai nagydíjon is versenyzett volna vele, de Cevert halálos balesete miatt a Tyrrell visszalépett az egész hétvégétől.
1974 első három versenyén Depailler vezette, és kétszer pontot is szerzett vele.

## Eredmények
(félkövérrel jelölve a pole pozíció, dőlt betűvel a leggyorsabb kör)
| Év   | Csapat           | Pilóták           | 1   | 2   | 3   | 4   | 5   | 6   | 7   | 8   | 9   | 10  | 11  | 12  | 13  | 14  | 15  | Pontok | Helyezés |
| ---- | ---------------- | ----------------- | --- | --- | --- | --- | --- | --- | --- | --- | --- | --- | --- | --- | --- | --- | --- | ------ | -------- |
| 1972 | Elf Team Tyrrell |                   | ARG | RSA | ESP | MON | BEL | FRA | GBR | GER | AUT | ITA | CAN | USA |     |     |     | 511    | 2.       |
| 1972 | Elf Team Tyrrell | Jackie Stewart    |     |     |     |     |     |     |     |     | 7   | KI  | 1   | 1   |     |     |     | 511    | 2.       |
| 1973 | Elf Team Tyrrell |                   | ARG | BRA | RSA | ESP | BEL | MON | SWE | FRA | GBR | NED | GER | AUT | ITA | CAN | USA | 822    | 2.       |
| 1973 | Elf Team Tyrrell | Jackie Stewart    | 3   | 2   |     |     |     |     |     |     |     |     |     |     |     |     |     | 822    | 2.       |
| 1973 | Elf Team Tyrrell | François Cevert   |     |     | NR  |     |     |     |     |     |     |     |     |     |     |     |     | 822    | 2.       |
| 1973 | Elf Team Tyrrell | Chris Amon        |     |     |     |     |     |     |     |     |     |     |     |     |     | 10  | NI  | 822    | 2.       |
| 1974 | Elf Team Tyrrell |                   | ARG | BRA | RSA | ESP | MON | BEL | SWE | NED | FRA | GBR | GER | AUT | ITA | CAN | USA | 523    | 3.       |
| 1974 | Elf Team Tyrrell | Patrick Depailler | 6   | 8   | 4   |     |     |     |     |     |     |     |     |     |     |     |     | 523    | 3.       |

1 18 pontot szereztek a 005-össel
2 6 pontot szereztek a 005-össel
3 4 pontot szereztek a 005-össel